# Nisan Kucam
Nisan Nisargio Kucam (1978) is een Belgische ontwerper van Assyrische origine wonende in Turkije en vooral bekend van zijn ontwerp van de nieuwe Volkswagen Kever (Beetle).
Hij kwam als vluchteling met zijn familie in 1993 in België wonen en deed zijn middelbaar onderwijs in het Scheppersinstituut te Mechelen alwaar hij afstudeerde in 1996.
Na zijn opleiding deed hij stage bij Audi in München en werkt sinds 2005 voor Volkswagen.